# Сельское поселение «Деревня Сенино-Первое»
Сельское поселение «Деревня Сенино-Первое» — муниципальное образование в Козельском районе Калужской области.
Административный центр — деревня Сенино-Первое.

## История
Статус и границы сельского поселения установлены Законом Калужской области № 7-ОЗ от 28 декабря 2004 года «Об установлении границ муниципальных образований, расположенных на территории административно-территориальных единиц „Бабынинский район“, „Боровский район“, „Дзержинский район“, „Жиздринский район“, „Жуковский район“, „Износковский район“, „Козельский район“, „Малоярославецкий район“, „Мосальский район“, „Ферзиковский район“, „Хвастовичский район“, „Город Калуга“, „Город Обнинск“ и наделении их статусом городского поселения, сельского поселения, городского округа, муниципального района».

## Населённые пункты
В состав сельского поселения входят 13 населённых пунктов:
- село: Средний.
- деревни: Сенино-Первое, Бутырки, Вырск, Гутнево, Завалихино, Истик, Красный Клин, Овсянниково, Сенино-Второе, Уткино, Шепелевка, Юрмановка.

## Население
| 2010 | 2012 | 2013 | 2014 | 2015 | 2016 | 2017 |
| ---- | ---- | ---- | ---- | ---- | ---- | ---- |
| 222  | ↘212 | ↘200 | ↘190 | ↘187 | ↘165 | ↘129 |
| 2018 | 2019 | 2020 | 2021 |      |      |      |
| ↗136 | ↘135 | ↘127 | ↗255 |      |      |      |